# On Broadway
On Broadway è un film indipendente, girato a Boston nel maggio del 2006.

## Trama
On Broadway parla di un commediografo di Boston, Jack O'Toole (Joseph McIntyre), che mette in scena una produzione nel retro del suo pub irlandese.

## Uscite internazionali
- Uscita negli  USA: 25 aprile 2007 (Independent Boston Film Festival)